# Station Cousolre
Station Cousolre is een spoorwegstation in de Franse gemeente Cousolre. Het station is gesloten.